# Joazaf (Skorodumow)
Joazaf, imię świeckie Iwan Wasiljewicz Skorodumow (ur. 14 stycznia?/26 stycznia 1888 w Riebowiczach, zm. 26 listopada 1955 w Buenos Aires) – biskup Rosyjskiego Kościoła Prawosławnego poza granicami Rosji.

## Życiorys

### Młodość
Był synem kapłana prawosławnego Wasilija Skorodumowa i jego małżonki Fieodosji. W wieku pięciu lat stracił matkę. Miał troje rodzeństwa: starszego brata, który zginął w 1942 podczas blokady Leningradu, siostrę bliźniaczkę oraz młodszego brata, zmarłego w wieku dwunastu lat. W latach 1902–1908 Iwan Skorodumow uczył się w seminarium duchownym w Nowogrodzie, a po uzyskaniu dyplomu końcowego z wyróżniającymi wynikami rozpoczął studia w Petersburskiej Akademii Duchownej. W akademii został uczniem duchowym jej rektora, archimandryty Teofana. W 1912 uzyskał stopień kandydata nauk teologicznych za pracę poświęconą poglądom Jana Chryzostoma dotyczących monastycyzmu.

### Duchowny
Po ukończeniu studiów wyjechał do Astrachania razem ze swoim ojcem duchowym, ówcześnie już biskupem Teofanem, który po konflikcie z rodziną carską (z powodu swojej krytyki Rasputina) został przeniesiony na katedrę astrachańską. 26 listopada 1912 złożył przed nim wieczyste śluby mnisze, przyjmując imię zakonne Joazaf na cześć św. Joazafa z Biełgorodu. 1 grudnia 1912 biskup Teofan wyświęcił go na hierodiakona, zaś 4 grudnia – na hieromnicha. Po święceniach został skierowany przez Święty Synod do pracy w charakterze asystenta inspektora szkoły duchownej w Jarańsku. W grudniu 1913 został przeniesiony na analogiczne stanowisko w szkole duchownej w Połtawie, gdyż jego mentor Teofan został ordynariuszem miejscowej eparchii. W czasie rosyjskiej wojny domowej Teofan i Joazaf udali się na terytoria opanowane przez białych. W maju 1920 Joazaf otrzymał godność archimandryty. Następnie udał się do monasteru św. Grzegorza Biziukowskiego w okolicach Chersonia. Za sprawą biskupa Beniamina (Fiedczenkowa) otrzymał stanowisko jednego z kapelanów i kaznodziejów wojskowych przy armii Denikina.

### Emigracja
Po klęsce białych emigrował do Konstantynopola, gdzie początkowo, od grudnia 1920 do lutego 1921, pracował razem z archimandrytami Szymonem i Teodozjuszem w rosyjskim szpitalu wojskowym. Następnie udał się razem z liczną grupą rosyjskich białych emigrantów do Królestwa SHS i tam zamieszkał w monasterze Vratna. Na emigracji archimandryta Joazaf ponownie spotkał się z biskupem Teofanem i razem z nim udał się do Herceg Novi, gdzie oprócz pracy duszpasterskiej był również nauczycielem w szkole rosyjskiej. Krótko potem przeniósł się do Goražde, by zostać katechetą w emigracyjnym rosyjskim korpusie kadetów Kozaków Dońskich im. Aleksandra III. Na stanowisku tym pozostał do 1930, gdy na zaproszenie miejscowych wiernych Rosyjskiego Kościoła Prawosławnego poza granicami Rosji zgodził się podjąć pracę duszpasterską w Kanadzie.

### Biskup
11 czerwca 1930 został nominowany na biskupa kanadyjskiego, wikariusza eparchii północnoamerykańskiej. Jego chirotonia biskupia odbyła się 12 października 1930 w Belgradzie pod przewodnictwem Pierwszego Hierarchy Rosyjskiego Kościoła Prawosławnego poza granicami Rosji metropolity Antoniego. Po chirotonii biskup udał się do Montrealu. Rosyjski Kościół Prawosławny poza granicami Rosji w Kanadzie nie dysponował wówczas niemal żadnymi środkami finansowymi, działały nieliczne parafie. Po dziesięciu latach przy współudziale biskupa Joazafa powstało 40 parafii, otwarty został sobór katedralny w Edmonton i skit Opieki Matki Bożej. W 1945 otrzymał godność arcybiskupią.
W 1947 Rosyjski Kościół Prawosławny poza granicami Rosji zdecydował o podziale eparchii w Kanadzie, wobec jej znacznego rozrostu, na odrębne administratury ze stolicami w Edmonton i Montrealu. Biskup Joazaf pozostał zwierzchnikiem pierwszej z nich. W 1950 zdecydowanie sprzeciwił się zbliżeniu Rosyjskiego Kościoła Prawosławnego poza granicami Rosji z rosyjską Metropolią Amerykańską (obie struktury połączyły się już w latach 1935–1946, by ponownie popaść w konflikt i podzielić się). W tym samym roku zdecydowanie pogorszył się stan jego zdrowia. Mimo to w 1951 biskup Joazaf zgodził się na przeniesienie na katedrę eparchii Buenos Aires i Argentyny. W nowej eparchii organizował prace przy budowie soboru katedralnego, jednak z braku funduszy ukończył je dopiero jeden z jego następców, Atanazy.
W momencie przyjazdu do Argentyny był już chory na raka. Zmarł w listopadzie 1955 i został pochowany na cmentarzu angielskim w Buenos Aires.